# Zukunft Gas
Zukunft Gas e. V. (bis zum 31. Dezember 2020 Zukunft Erdgas e. V.) ist eine Lobbyorganisation von Unternehmen der deutschen Gaswirtschaft. Zum Verband gehört auch eine gleichnamige Gesellschaft Zukunft Gas GmbH (ehemals Zukunft Erdgas Projekt GmbH).

## Organisation
Die Organisation mit Sitz in Berlin ist aus dem Zusammenschluss von erdgas mobil e. V., der einstigen Initiative für Erdgas im Mobilitätssektor, und Zukunft Erdgas e. V. hervorgegangen. Beide fusionierten 2015 zu Zukunft Erdgas e. V. Ziel des Zusammenschlusses war es, eine gemeinsame Lobbyorganisation für das Produkt Erdgas zu schaffen. 2021 benannte sich der Verband in Zukunft Gas e. V. um. 2024 benannte sich der Verband erneut um in Die Gas- und Wasserstoffwirtschaft.
Die Mitglieder sind aus Unternehmen der Gaswirtschaft wie Gashändler, Stadtwerke und Netzbetreiber. Zu den Mitgliedsunternehmen zählen Energieunternehmen wie Uniper, Wingas und Mainova, Erdgasproduzenten bzw. -importeure wie Shell, Wintershall Dea oder VNG AG sowie Fernleitungsnetzbetreiber wie Open Grid Europe. Die Aktivitäten der Lobbyorganisation werden von Unternehmen der Heizgeräteindustrie unterstützt. Nach einer Recherche des Recherchezentrums Correctiv von Anfang 2023 sind oder waren bis zu 70 kommunale Stadtwerke Mitglied von Zukunft Gas, was einer Co-Finanzierung in Höhe mehrerer Millionen Euro entspricht.
Vorstand ist seit Gründung der Organisation Timm Kehler. Seit 2020 ist er ebenfalls Präsident von NGVA, einem Lobbyverband der Europäischen Erdgasindustrie. Von 2009 bis 2015 war Kehler Geschäftsführer der erdgas mobil GmbH.

## Ziele und Positionen
Ziel von Zukunft Gas ist es, das Image des Energieträgers Gas in der öffentlichen Debatte zu pflegen und so Vertriebsaktivitäten der Mitgliedsunternehmen zu befördern. Die Lobbykritische Plattform Lobbypedia sieht als eines der Hauptanliegen der Organisation hingegen fossiles Erdgas als wichtige „Brückentechnologie“ in der Energiewende zu inszenieren, um dieses Produktes möglichst lange weiter verkaufen zu können.

### Verkehr
Im Verkehrsbereich wird Erdgas als gemäß den Aussagen des Vereins emissionsarme Alternative zum Diesel beworben.

### Netze
Zukunft Gas möchte die existierende Gasinfrastruktur und damit die Geschäftsmodelle ihrer Mitglieder erhalten und setzt sich dafür ein, das Netz ebenfalls für Gase wie Wasserstoff und Biogas zu nutzen.
Nach Angaben von Correctiv soll der Verein laut einer ehemaligen Leiterin des kommunalen Unternehmens enercity versucht haben, seine Mitglieder von Investitionen in alternative Energieträger und Infrastruktur abzuhalten.

### Wärmeproduktion
2021 veröffentlichte Zukunft Gas eine Studie, welcher zufolge 2050 noch fast 60 Prozent der Haushalte mit Gas heizen würden. Ein Gasmix bestehend aus 80 Prozent Biomethan und 20 Prozent blauem Wasserstoff sei anzustreben. 2022 setzte sich die Organisation dafür ein Heizungen in Zukunft mit „sauberem“ Wasserstoff zu betreiben. 2023 sprach sich Zukunft Gas gegen ein Gesetz aus, dass ab 2024 für neue Heizungen vorschreiben würde, diese zu 65 Prozent mit erneuerbaren Energiequellen betreiben zu müssen. Als Grund nannte Zukunft Gas, dass so eine „bezahlbare und sozialverträgliche Wärmewende“ nicht gelingen würde.

### Energieproduktion
Die Verpflichtung beim Betrieb neuer Gaskraftwerke Wasserstoff beizumischen, nannte der Geschäftsführer von Zukunft Gas 2022 hingegen ein „Killerkriterium“, da diese Regelung Investoren abschrecken würde.

## Netzwerk in die Politik
Zukunft Gas vergibt jedes zweite Jahr einen „Innovationspreis“ unter der Schirmherrschaft von Ministern und Abgeordneten. Im Jahr 2020 war dies der Wirtschaftsminister Peter Altmaier (CDU). Seine Rede gipfelte in der Aussage „Gas ist sexy!“.
Die Organisation hat einen Beirat, der sich laut Auskunft von Zukunft Gas zweimal jährlich treffe. Zeitweise gehörte der ehemalige CDU-Politiker Friedbert Pflüger dem Beirat an. Inzwischen ist er Aufsichtsratsvorsitzender von Zukunft Gas. Bis zu seiner Wahl als Staatssekretär gehörte auch der CDU-Politiker Thomas Bareiß dem Beirat an. Andreas Kuhlmann, Vorsitzender der bundeseigenen Deutschen Energie-Agentur (DENA), gehört aktuell dem Beirat an (Stand 2023). Klaus Bonhoff, ein ehemaliger Abteilungsleiter im Bundesministerium für Verkehr und digitale Infrastruktur, sitzt laut Zukunft Gas seit 2019 im Beirat.

## CO2-Tag
Der CO2-Tag war ein von Zukunft Erdgas geschaffener Begriff für den Tag, an dem Deutschland das ihm laut Zukunft Erdgas zustehende CO2-Budget vollständig erschöpft habe. Ziel der Kampagne war, Erdgas ein Image als „innovativer, kostengünstiger und klimaschonender Energieträger“ zu geben.
Kritiker wandten 2018 ein, dass die bei der Erdgasförderung und -verteilung entstehenden Methanemissionen oft nicht genügend betrachtet würden. Methan ist ein deutlich stärkeres Treibhausgas als Kohlenstoffdioxid. Außerdem sei die Gefahr von Lock-in-Effekten gegeben. So könne die Förderung Erdgas dazu führen, dass der Ausbau der erneuerbaren Energien verzögert werde. Längerfristig betrachtet dürfen laut Umweltbundesamt überhaupt keine fossilen Energieträger mehr eingesetzt werden, da auch Erdgas zum Klimawandel beiträgt. Ähnliche Stellungnahmen kamen auch vom Potsdam-Institut für Klimafolgenforschung. Das Bundesumweltministerium kritisierte zudem die Berechnungsmethode der Initiative als „wackelig“.

## Kritik
Im Juli 2021 urteilte die Nichtregierungsorganisation Lobbycontrol in einem auf ihrer Webseite veröffentlichten Artikel, dass Zukunft Gas neben seinen PR-Aktivitäten auch ein „weitverzweigtes politisches Netz“ unterhalte. Das Bundesministerium für Wirtschaft und Energie unter Leitung von Peter Altmaier habe zusammen mit der Deutschen Energie-Agentur im Fall von Gasbedarf und Flüssigerdgas (LNG) die Kampagnen der Gas-Lobby über die Studien und Forderungen des Umweltbundesamtes gestellt. Die Umbenennung des Verbandes Ende 2020 deutete Lobbycontrol als Greenwashing.
2021 benannte sich Zukunft Erdgas in „Zukunft Gas“ um und gab als Grund dafür an, die Organisation wolle weg vom reinen Image des fossilen Energieträgers Erdgas und nun hin zu regenerativen Energien wie Biogas oder Wasserstoff. Jörg Staude von Klimareporter ordnete diesen Namenswechsel in den Kontext weiterer Umbenennung von fossilen Energieverbänden ein, die sich damit ein grünes Image geben wollten. So sei es „so gar nicht mehr en vogue“, in der Öffentlichkeit mit fossilem Erdgas zu werben; zudem verwies er darauf, dass sich unter den Mitgliedern von Zukunft Gas überhaupt keine Biogasverbände befänden und es auch grünen Wasserstoff „bisher nur in apothekenüblichen Mengen“ gebe.
Laut Claudia Kemfert hatte das Präsentieren von Erdgas als Brückentechnologie zur Folge, dass jahrelang versäumt wurde, den Ausbau der erneuerbaren Energien zu forcieren. Investitionen in Erdgas hätten sich als Fehlinvestitionen herausgestellt. Das Erdgasnetz müsse rückgebaut werden; die Stadtwerke bräuchten dringend Unterstützung bei dieser Aufgabe.
Ein im Auftrag des Bundesministeriums für Wirtschaft und Klimaschutz erstelltes Gutachten unter Mitwirkung von neun Forschungseinrichtungen und Beratungsunternehmen (unter anderem der Deutschen Energie-Agentur und dem Institut für Energie- und Umweltforschung Heidelberg) befasste sich im März 2023 u. a. mit dem Einsatz von Wasserstoff zur Wärmeerzeugung in Gebäuden. Der hohe Strombedarf sei „der zentrale Nachteil von Wasserstoff gegenüber anderen Technologien“. Wasserstoff zur Erzeugung von Wärme zu nutzen erfordere 6- bis 10-mal so viel Strom wie für Wärmepumpen benötigt würde. Technologischer Fortschritt würde auch keine wesentlichen Verbesserungen bringen, dafür verantwortlich seien „physikalische Grundgesetze (Hauptsätze der Thermodynamik)“. Wärmenetze, Solarthermie und „in geringem Umfang“ Biomasse seien ebenfalls der Nutzung von Wasserstoff im Wärmebereich vorzuziehen. Hohe Kosten für Verbraucher seien bei der Nutzung von Wasserstoff zu erwarten. Daher bedürfe es „eindeutiger Regelungen im Ordnungsrecht, welche unzureichende primärenergetische Effizienz in Gebäuden, wie bspw. beim Einsatz von Wasserstoff, unterbinden.“
Wie im Oktober 2023 von Correctiv berichtet wurde, sind „ein Viertel der fast 100 Stadtwerke und regionalen Energieversorger“ aus dem Lobbyverband ausgetreten. Diese sollen bislang die Hälfte der einst 128 Mitglieder ausgemacht haben. Dem Austritt war Kritik an der Mitgliedschaft von kommunalen Versorgern durch Lobbycontrol, der Umweltschutzinitiative 350.org, dem Umweltinstitut München und dem Kollektiv WeiterSo vorausgegangen. Kritisiert wurde unter anderem die Zahlung von bis sechsstelligen Mitgliedsbeiträgen pro Jahr.